# پمبروک داک
پمبروک داک (به انگلیسی: Pembroke Dock) یک شهرک در ولز است که در پمبروکشر واقع شده‌است. پمبروک داک ۹٬۷۵۳ نفر جمعیت دارد.

## نگارخانه

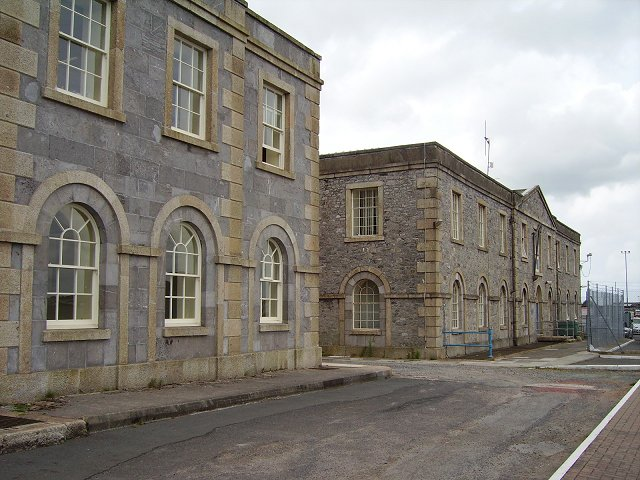
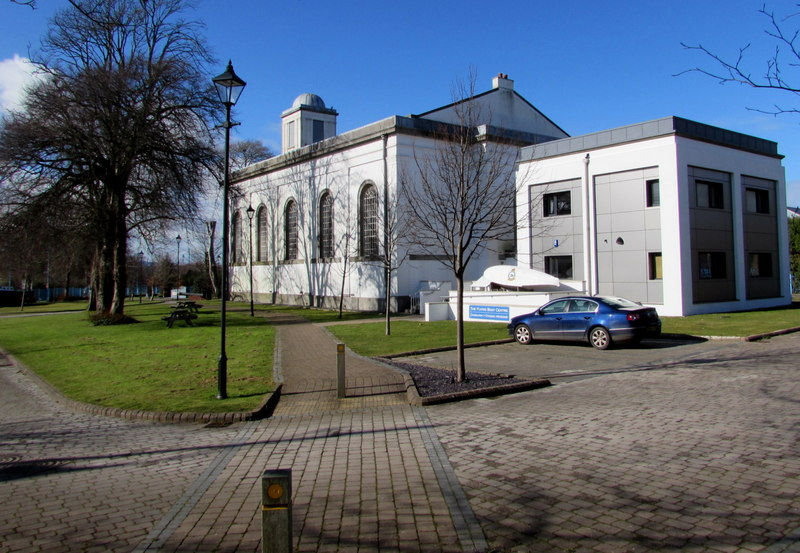
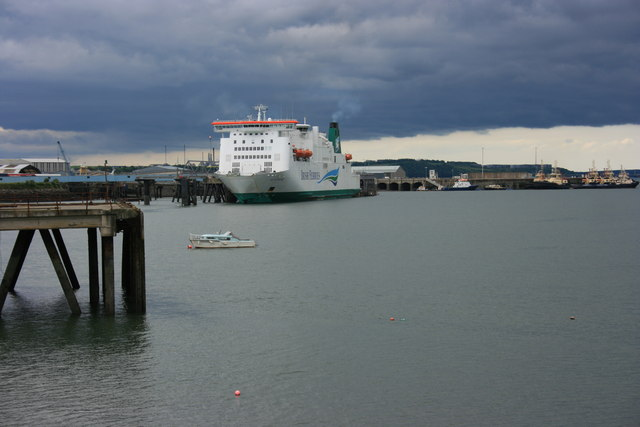